# Hänger (Forstwirtschaft)
Als Hänger werden in der Forstwirtschaft Bäume bezeichnet, die schief stehen, oder die sich beim Fällen in den Kronen der Nachbarbäume verfangen haben und so nicht zu Boden gebracht werden konnten.
Bei „schief“ stehenden Bäumen und Bäumen mit einseitiger Krone liegen die Schwerpunkte seitlich des Stammfußes. Solche Bäume sind insbesondere beim manuellen Fällen als problematisch anzusehen. Liegt die Fällrichtung in Richtung des Schwerpunktes, kann der Baum ungewöhnlich schnell fallen. Liegt die gewünschte Fällrichtung neben dem Schwerpunkt, ist je nach Abweichung der Richtung und Ausmaß des Schrägstands mit Maschinenunterstützung oder besonderen Fälltechniken zu arbeiten. Auch der Einsatz von Keilen kommt zur Anwendung. 
Bleibt ein Baum beim Fällen oder auch bei Windwurf in den Kronen der Nachbarbäume hängen, wird er ebenfalls als Hänger oder auch Aufhänger bezeichnet. Von solchen Bäumen geht eine ständige Gefahr aus, da sie sich insbesondere bei starkem Wind aus den Kronen lösen können und unvorhersehbar zu Boden fallen. Eine schnelle Aufarbeitung ist daher sinnvoll. Ist dieses bei Fällungen im Starkholz nicht möglich, muss nach der Unfallverhütungsvorschrift der Baum als Gefahrenquelle markiert werden.